# Hřiměždice
Hřiměždice är en ort i Tjeckien.   Den ligger i regionen Mellersta Böhmen, i den centrala delen av landet, 50 km söder om huvudstaden Prag. Hřiměždice ligger 329 meter över havet och antalet invånare är 394. Den ligger vid sjön Údolní nádrž Slapy.
Terrängen runt Hřiměždice är kuperad åt sydost, men åt nordväst är den platt. Hřiměždice ligger nere i en dal. Runt Hřiměždice är det ganska tätbefolkat, med 96 invånare per kvadratkilometer. Närmaste större samhälle är Příbram, 19,0 km väster om Hřiměždice. Omgivningarna runt Hřiměždice är en mosaik av jordbruksmark och naturlig växtlighet.